# Pokigron
Pokigron este un oraș din Surinam. Are un dispensar Medische Zending.  Se află deasupra rezervorului Brokopondo.